# High Grass Circus
High Grass Circus ist ein Dokumentarfilm des National Film Board of Canada aus dem Jahr 1976, bei dem Tony Ianzelo und Torben Schioler gemeinsam Regie führten und der das Leben im Wanderzirkus der Royal Brothers beleuchtet. Er wurde im Frühjahr und Sommer 1975 und teilweise 1976 gedreht und hatte ein Budget von 62.008 $.

## Produktion
Nach seiner Oscar-Nominierung wurde der Film von CBC-TV erworben und am 12. Juli 1978 ausgestrahlt. Danach wurde er an Fernsehsender in Neuseeland, Großbritannien, Südafrika und Jugoslawien verkauft. Eine neunminütige Kurzfassung des Films mit dem Titel Little Big Top wurde Ende 1977 in kanadischen Kinos gezeigt, unter anderem 15 Wochen lang in Vancouver. Im August 1980 erwarb PBS den Film zusammen mit sieben anderen NFB-Dokumentarfilmen und strahlte sie auf elf seiner Kanäle aus.

## Auszeichnung
Er erhielt den Golden Sheaf Award für den besten Film des Festivals beim Yorkton Film Festival, den Award of Excellence des Film Advisory Board und wurde als bester Dokumentarfilm der 50. Verleihung der Academy Awards.